# Frederick Antal
Frederick Antal (Budapest, 21 dicembre 1887 – Londra, 4 aprile 1954) è stato uno storico dell'arte ungherese.

## Biografia
Tra i maggiori studiosi dell'arte del Rinascimento fiorentino, a lui si deve l'elaborazione di un metodo di analisi nuovo, basato sul marxismo, con il quale poter collegare il fatto artistico in rapporto al contesto storico e sociale (per lui l'arte era una sovrastruttura culturale condizionata dalla struttura socio-economica). Diversamente però dal suo collega e connazionale Hauser, Antal concepì la struttura sociale e la sovrastruttura culturale in senso dinamico e non monolitico, con varietà di stili, gusti, ritardi e avanzamenti.
Come più tardi il suo collega Charles de Tolnay, dopo gli studi a Vienna presso Max Dvořák e la fine dell'Austria-Ungheria, si recò all'estero, dove insegnò in varie università. Fino al 1933 lavorò soprattutto in Germania.
Dal 1933 si trasferì in Inghilterra dove non trovò mai una collocazione fissa ma tenne corsi al Courtauld Institute.
Tra i periodi da lui maggiormente studiati, oltre al Rinascimento, troviamo il Manierismo, il Settecento, il Neoclassicismo (con un occhio particolare per David) e il Romanticismo.
Tra i suoi principali ammiratori vi fu Federico Zeri, che ebbe modo di conoscerlo a Parigi. Di Antal il grande storico dell'arte italiano ebbe a dire: " Antal mi ha insegnato una cosa fondamentale, che la storia dell'arte è solo una parte di una storia più grande. È stato di gran lunga la persona più moderna in tutto l'ambiente " 

## Opere
- Florentine Painting and its Social Background, Londra, 1947 (La pittura fiorentina e il suo ambiente sociale nel Trecento e nel primo Quattrocento, traduzione di Gilberto Ronci e Luca Lamberti, Torino: Einaudi, 1960, XXVIII, pp. 544).
- Studi su Füssli, 1956.
- Grandi e libertini nella pittura di Hogarth, 1962.
- Hogarth and his Place in European Art, Routledge & Kegan Paul, London 1962 Evelyn Antal (Hogarth e l'arte europea, trad. it. di Alda De Caprariis, Einaudi, Torino 1990).